# Lancaster (Kentucky)
Lancaster és una població dels Estats Units a l'estat de Kentucky. Segons el cens del 2000 tenia 3.734 habitants.

## Demografia
Segons el cens del 2000, Lancaster tenia 3.734 habitants, 1.585 habitatges, i 1.020 famílies. La densitat de població era de 809,9 habitants/km².
Dels 1.585 habitatges en un 29,1% hi vivien nens de menys de 18 anys, en un 45,2% hi vivien parelles casades, en un 15,6% dones solteres, i en un 35,6% no eren unitats familiars. En el 32,5% dels habitatges hi vivien persones soles el 17,1% de les quals corresponia a persones de 65 anys o més que vivien soles. El nombre mitjà de persones vivint en cada habitatge era de 2,29 i el nombre mitjà de persones que vivien en cada família era de 2,89.
Per edats la població es repartia de la següent manera: un 23% tenia menys de 18 anys, un 9,6% entre 18 i 24, un 26,5% entre 25 i 44, un 19,7% de 45 a 60 i un 21,1% 65 anys o més.
L'edat mediana era de 38 anys. Per cada 100 dones de 18 o més anys hi havia 76,6 homes.
La renda mediana per habitatge era de 26.175 $ i la renda mediana per família de 31.355 $. Els homes tenien una renda mediana de 26.849 $ mentre que les dones 21.108 $. La renda per capita de la població era de 13.793 $. Entorn del 16,9% de les famílies i el 21,1% de la població estaven per davall del llindar de pobresa.

## Poblacions més properes
El següent diagrama mostra les poblacions més properes.